# Aqueduto cerebral
O aqueduto cerebral, também conhecido como aqueduto de Sylvius  ou ducto mesencefálico, é um canal que permite a passagem do líquido cefalorraquidiano pelo mesencéfalo, conectando o terceiro ventrículo ao quarto ventrículo.
A estenose do aqueduto é um estreitamento deste aqueduto, sendo uma das causas de hidrocefalia obstrutiva e a causa mais comum de hidrocefalia congênita.